# Leptodrassus memorialis
Leptodrassus memorialis är en spindelart som beskrevs av Sergei Aleksandrovich Spassky 1940. Leptodrassus memorialis ingår i släktet Leptodrassus och familjen plattbuksspindlar. Inga underarter finns listade i Catalogue of Life.